# 시메

시메(Chimay, Chimai)는 벨기에 왈롱 에노주에 위치한 도시이다. 프랑스어를 사용한다. 2008년 1월 1일 기준으로 인구는 9,944명이다.